# Välkommen Mr. Chance!
Välkommen Mr. Chance! (originaltitel: Being There) är en amerikansk satirisk dramakomedifilm från 1979, i regi av Hal Ashby och baserad på Jerzy Kosińskis roman Finnas till från 1970. Titelrollen spelas av Peter Sellers.

## Handling
Filmen handlar om en man, Mr. Chance (spelad av Peter Sellers), som i hela sitt liv har haft en mycket lugn och skyddad tillvaro som trädgårdsmästare hos en förmögen familj i Washington DC. Chance har aldrig varit utanför trädgårdsmuren och har fått de flesta av sina intryck från olika TV-program. När hans arbetsgivare i huset (som är den ende som bor där förutom Chance själv) dör, säljs byggnaden och Chance blir i princip utkastad, ovetande om vad som väntar honom. Allt därute är nytt för honom och han betraktar det hela ur ett naivt och världsfrånvänt perspektiv. Över huvud taget behandlar han omvärlden som om den vore ett TV-program som går att stänga av om det blir för jobbigt. Det hela blir, om inte komiskt, så i alla fall dråpligt.
I samband med en mindre trafikolycka kommer Chance i kontakt med den inflytelserike affärsmannen Ben Rand (Melvyn Douglas) och hans fru, Eve Rand (Shirley MacLaine). I och med detta kommer Chance in bland samhällets toppar och blir så småningom en maktfaktor, även om han hela tiden är ovetande om detta på grund av sin naiva utgångspunkt. Genom sin rättframma enkelhet blir han populär och hans konkreta meningar, som egentligen handlar om trädgårdsskötsel, tolkas som politiska och samhällsekonomiska visdomar. Kontentan av handlingen och budskapet, vilket gör filmen till en satir, behandlar personkulten i det moderna samhället, kärleken till de enkla lösningarna och att vi tolkar in det vi vill höra, liksom medias (i Chances fall televisionens) påverkan på oss.

## Medverkande (urval)
| Peter Sellers    | – Chance the Gardener / Chauncey Gardiner |
| Shirley MacLaine | – Eve Rand                                |
| Melvyn Douglas   | – Ben Rand                                |
| Jack Warden      | – Presidenten                             |
| Richard Dysart   | – Dr Robert Allenby                       |
| Richard Basehart | – Amerikansk ambassadör i Sovjetunionen   |
| David Clennon    | – Thomas Franklin                         |
| Fran Brill       | – Sally Hayes                             |
| Ruth Attaway     | – Louise                                  |
| Denise DuBarry   | – Johanna Franklin                        |
| Sam Weisman      | – Colson                                  |
| Arthur Rosenberg | – Morton Hull                             |
| Jerome Hellman   | – Gary Burns                              |

## Om filmen

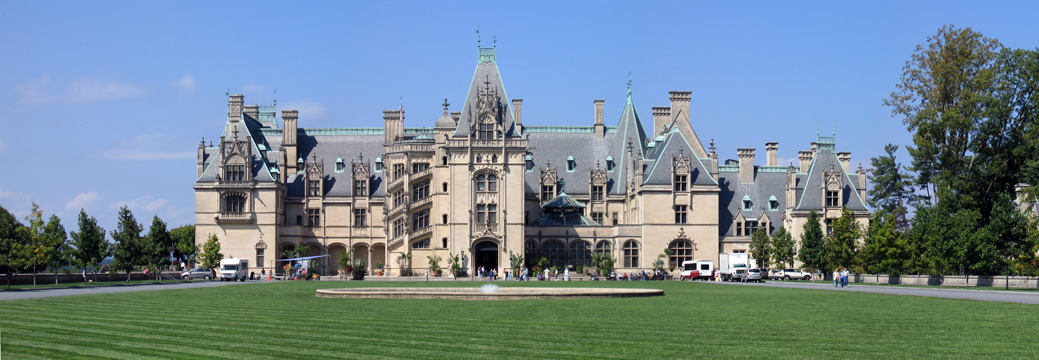
Biltmore Estate i Asheville, North Carolina, figurerar i filmen.

Välkommen Mr. Chance! bygger på manus från romanen Finnas till (Being There) av författaren Jerzy Kosiński från 1971 och alltsedan utgivningsåret anmälde Sellers sitt intresse att få spela huvudrollen i en eventuell filmversion. Det dröjde dock fram till 1978 innan något beslut om filmatisering kunde tas. Premiär hade filmen på de amerikanska biograferna 19 december 1979. Sellers hade hjärtproblem under stora delar av inspelningen, varför genomförandet tog relativt mycket tid i anspråk.
Rent filmatiskt är Välkommen Mr. Chance! en relativt lågmäld historia med mättade svaga färger och lite dyster pianomusik i bakgrunden, specialkomponerad av Johnny Mandel med inspiration från Satie. Detta kompletteras med annan musik och en hel del inslag från olika samtida TV-program, för att accentuera vikten av TV i Chances liv.
Peter Sellers nominerades på Oscarsgalan 1980 till priset för bästa manliga huvudroll för Välkommen Mr. Chance!. Han avled innan filmen fått svensk premiär.

## Tolkning
Välkommen Mr. Chance! kan, på grund av sin satiriska samhällskritik, ses som ett slags komedifilm. På grund av Peter Sellers bakgrund som komisk skådespelare brukar den allt som oftast placeras i detta fack. Det debatteras än idag om vem karaktären Chance egentligen är; vissa hävdar att han är en sorts Jesus, eller i alla fall övernaturlig människa, som kommit till jorden för att ge mänskligheten ett budskap. Dessa grundar till stor del sin tolkning på slutscenens övernaturliga element, där Chance vandrar iväg på ytan av en spegelblank sjö. Någon egentlig klarhet hittar man dock inte och den återfinns heller inte i Kosińskis roman.

## Citat
- Life is a state of mind.
- All is well...and all will be well...in the garden.
- Now, get this, honky. You go tell Raphael that I ain't taking no jive from no Western Union messenger.
- I like to watch.